# AT&T Stadion
AT&T Stadion (korábban Cowboys Stadion, a 2026-os labdarúgó-világbajnokság idején Dallas Metro Stadion), stadion a texasi Arlingtonban. A National Football League-ben (NFL) szereplő Dallas Cowboys otthona, amit 2009. május 27-én nyitottak meg. Itt tartják évente a Cotton Bowl Classic és a Big 12-döntőt. Egyike a tizenegy stadionnak az Egyesült Államokban, ahol a 2026-os világbajnokságon mérkőzéseket fognak tartani. Az épület tulajdonosa Arlington városa és tartanak itt koncerteket, kosárlabda-, labdarúgó-mérkőzéseket, rodeókat, motokrossz eseményeket és pankrációt is. A Texas Stadion helyére építették, ami 1971 és 2008 között a Cowboys otthona volt.
A stadionra gyakran Jerry World néven hivatkoznak, a Dallas Cowboys tulajdonosa, Jerry Jones után, aki az épület eredeti tervezője volt. Befogadóképessége 80 ezer, de 100 ezer főre is lehet bővíteni, amivel az NFL legnagyobb stadionja. Itt állították be a legnagyobb nézőszámot az NFL történetében, 2009-ben 105 121-en tekintettek meg egy mérkőzést. A 2010-es NBA All Star-gálán több, mint 108 ezren voltak jelen a stadionban, amivel minden idők legtöbb nézővel rendelkező kosárlabda-eseménye volt.

## Fontos események

### Egyetemi amerikai futball
2009 óta az AT&T Stadion ad otthon a Big 12 bajnoki címet eldöntő mérkőzésnek.

### Labdarúgás
| Dátum              | Hazai csapat     | Végeredmény | Vendég csapat      | Nézőszám | Kiírás                             |
| ------------------ | ---------------- | ----------- | ------------------ | -------- | ---------------------------------- |
| 2009. július 19.   | Guadeloupe       | 1–5         | Costa Rica         | 85 000   | 2009-es CONCACAF-aranykupa         |
| 2009. július 19.   | Mexikó           | 4–0         | Haiti              | 85 000   | 2009-es CONCACAF-aranykupa         |
| 2009. július 26.   | Chelsea          | 2–0         | América            | 57 229   | 2009-es World Football Challenge   |
| 2011. június 5.    | Costa Rica       | 5–0         | Kuba               | 80 108   | 2011-es CONCACAF-aranykupa         |
| 2011. június 5.    | Mexikó           | 5–0         | Salvador           | 80 108   | 2011-es CONCACAF-aranykupa         |
| 2011. augusztus 6. | FC Barcelona     | 2–0         | América            | 60 087   | 2011-es World Football Challenge   |
| 2012. június 3.    | Mexikó           | 2–0         | Brazília           | ?        | Barátságos mérkőzés                |
| 2013. július 24.   | Egyesült Államok | 3–1         | Honduras           | 81 410   | 2013-as CONCACAF-aranykupa         |
| 2013. július 24.   | Panama           | 2–1         | Mexikó             | 81 410   | 2013-as CONCACAF-aranykupa         |
| 2017. július 22.   | Costa Rica       | 0–2         | Egyesült Államok   | 45 516   | 2017-es CONCACAF-aranykupa         |
| 2018. július 31.   | FC Barcelona     | 2–4         | AS Roma            | 54 726   | 2018-as Nemzetközi Bajnokok Kupája |
| 2021. július 10.   | Mexikó           | 0–0         | Trinidad és Tobago | 41 229   | 2021-es CONCACAF-aranykupa         |
| 2021. július 25.   | Costa Rica       | 0–2         | Kanada             | 41 318   | 2021-es CONCACAF-aranykupa         |
| 2021. július 25.   | Egyesült Államok | 1–0         | Jamaica            | 41 318   | 2021-es CONCACAF-aranykupa         |

#### 2026-os labdarúgó-világbajnokság
A 2026-os labdarúgó-világbajnokságon több mérkőzést is fognak itt rendezni, egyike a lehetséges döntő-helyszíneknek. A torna kezdete előtt fel fogják újítani.

### NBA All Star-gála
2010. február 24-én itt rendezték a 2010-es NBA All Star-gálát. A hivatalos nézőszám 108 713 volt, amivel minden idők legtöbb nézővel rendelkező kosárlabda-eseménye volt. A keleti csapat 141–139-re győzött.

### NFL
- 2010. január 9-én tartották az első rájátszás-mérkőzést a stadionban.
- 2011. február 6-án itt rendezték a Super Bowl XLV-t. Az volt a mérkőzéssel eredeti cél, hogy megdöntsék a Super Bowl-rekordot a legtöbb nézőért, de viharok és építkezési problémák miatt végül ez nem jött össze.[7]